# Dendrokingstonia
Dendrokingstonia là chi thực vật có hoa trong họ Annonaceae.